# آتروورا اوییشن
آتروورا اوییشن (به انگلیسی: Atruvera Aviation) یک شرکت هواپیمایی است که در تاریخ ۱۹۹۳ میلادی تأسیس شده است. دفتر مرکزی آتروورا اوییشن در سن پترزبورگ، روسیه واقع شده‌است.